# 夢の祭り
『夢の祭り』（ゆめのまつり）は、直木賞作家・長部日出雄が監督を務めた1989年6月24日公開の日本映画。長部唯一の監督作品。
昭和初期の津軽を舞台に、津軽三味線にとり憑かれた若者達の青春群像を描く
。

## キャスト
- 安部健吉：柴田恭兵
- 水野ちよ：有森也実
- 岸勇造：佐野史郎
- 兼四郎：織本順吉
- みね：馬渕晴子
- 工藤与平：牧良介
- 良介：平山直樹
- 源太：福崎和宏
- 医師：北村和夫
- みよの母：宮下順子
- すわ：左時枝
- 幸吉：明石家さんま
- 津村信作：佐藤慶
- ゆき：加賀まりこ
- みよ：大野紋香

## スタッフ
- 監督・原作・脚本：長部日出雄
- 製作：原正人・村上光一
- 製作補：堀口壽一
- プロデューサー：山下健一郎・河合真也・鍋島壽夫
- プロデューサー補：朝妻秀明
- 協力プロデューサー：茂庭喜徳
- 撮影：田村正毅
- 美術：山口修
- 衣装：ワダ・エミ[8]
- 音楽：横田年昭
- 録音：神保小四郎
- 照明：高屋齋
- 編集：鈴木晄
- 助監督：門奈克雄
- スチール：笹田和俊
- 製作協力：ライトヴィジョン

## 製作
作家転身前は映画評論家だった長部は、自分で映画を作ってみたいという考えを持ち続けていた。同じ映画ファンのイラストレーター和田誠が、1984年に『麻雀放浪記』を監督し、和田と話をしたら「ぼくは真冬の海に絶対女優に飛び込めって言えない。だからぼくは映画監督にはなれないと思っていた」と聞き、いたく共感し、それならぼくにも出来るんじゃないかと強い衝動にかられた。情報誌『銀座百点』でやはり映画好きの田中小実昌と対談し、映画談義が掲載されると、それを読んだ野坂昭如から電話があり、「岩瀬順三に金を出させるから映画を作れ」と言われた。ベストセラーの達人である岩瀬に生半可な企画では載らないだろうと思って企画を話したら、あっさり「それは面白い。金を出そう」と言った。急いで脚本を書き、岩瀬に持って行ったが、岩瀬は入院し面会謝絶で間もなく死んでしまった。KKベストセラーズの組織での承諾ではなく、岩瀬のポケットマネーでやろうという話だったため一旦流れた。青山斎場で岩瀬の遺影に向かって「チャンスを与えてくれてありがとう。あなたのようなアメリカン・ドリームを叶えて見せる」と誓った。ヘラルド・エースの山下健一郎に脚本を持ち込み、山下はコネクションを全部回ったが苦戦し、原正人が途中から参加したことで、フジテレビジョンとヘラルド・エースが折半の出資で映画化が決定した。
主役の柴田恭兵と加賀まりこ、佐藤慶の3人は長部自ら手紙を書いたり、舞台を観に行ったりし、北村和夫と宮下順子は脚本を書くときもイメージしていたため、長部が出演して欲しい役者を3年かけてキャスティングした。特に多忙な北村と明石家さんまを秋田県のロケに呼ぶのが大変で、1日のみ合わせるとこが出来た。	